# Elon Lages Lima
Elon Lages Lima   (Maceió, 9 de juliol de 1929 - Rio de Janeiro, 7 de maig de 2017) va ser un matemàtic brasiler.

## Vida i Obra
Després d'un curs estudiant a la acadèmia militar de Recife, i veient que allò no era lo seu, va començar a donar classes a escoles de Ceará, sense tenir l'habilitació necessària. El 1952 va a conseguir una beca per iniciar estudis oficials de matemàtiques a la universitat Federal de Rio de Janeiro. El 1954, Leopoldo Nachbin el va recomanar per a continuar estudis a la universitat de Chicago en la qual va obtenir el doctorat el 1958 amb una tesi dirigida per Edwin Spanier.
El 1958 va retornar a Rio de Janeiro i va començar a treballar a l'Instituto Nacional de Matemática Pura e Aplicada (IMPA), que va deixar el 1962 per anar a l'Institut d'Estudis Avançats de Princeton. Malgrat el cop d'estat de 1964 al seu país, va decidir retornar i va ser professor de la universitat de Brasilia. Però, finalment, va trobar intolerables les intromissions militars en la vida acadèmia i ho va deixar. Com que no tenia feina al Brasil, va tornar als Estats Units, on va ser professor de les universitats de Rochester i de Berkeley.
El 1968 va retornar a l'IMPA on va fer la resta de la seva carrera acadèmica, a més de ser professor visitant de la universitat federal de Ceará.
Lima va ser l'introductor, en la seva tesi doctoral de 1958, del concepte d'espectre d'un espai topològic. Però el motiu pel qual és més recordat és pels seus llibres de text de tots el nivells: primari, secundari, universitari i de post-grau. En va escriure una quarantena amb un gran èxit al Brasil i, també traduïts a d'altres idiomes.